# Луїс Фортуньо
Луїс Гільєрмо Фортуньо Бурсет (ісп. Luis Guillermo Fortuño Burset; нар. 31 жовтня 1960, Сан-Хуан) — пуерто-риканський політик. Губернатор Пуерто-Рико з 2 січня 2009 по 2 січня 2013 рр. Резидент-комісар від Пуерто-Рико у Палаті представників США у 2005–2009 рр. Лідер Нової прогресивної партії, яка пов'язана з Республіканською партією США.
Він вивчав дипломатію у Джорджтаунському університеті у Вашингтоні. У 1985 р. він здобув ступінь доктора права в Університеті Вірджинії у Шарлоттсвіллі.
Під час навчання він став одним із засновників Студентської асоціації Пуерто-Рико, очолював її з 1980 по 1981 рр.
У 1993 р. він приєднався до адміністрації губернатора Пуерто-Рико Педро Гонсалеса Росселльо, був директором Організації з питань туризму і розвитку готелів Пуерто-Рико. У 1994 р. він став секретарем Департаменту економічного розвитку і торгівлі.
Після відходу з посади губернатора він повернувся до юридичної практики. Фортуньо став партнером в одній з приватних юридичних фірм у Сан-Хуані, спеціалізується на фінансовому праві.
Фортуньо одружений, у 1981 р. він став батьком трійні.